# Wang Shun
Wang Shun (chiń. 汪顺; ur. 11 lutego 1994 w Ningbo w prowincji Zhejiang) – chiński pływak, specjalizujący się w stylu zmiennym i dowolnym, mistrz olimpijski (2020), dwukrotny mistrz świata na krótkim basenie.

## Kariera pływacka
Brązowy medalista mistrzostw świata z Szanghaju w sztafecie 4 × 200 m stylem dowolnym. Srebrny medalista Igrzysk Azjatyckich z Kantonu na 200 m stylem zmiennym.
Uczestnik igrzysk olimpijskich w Londynie (2012) na 200 m stylem zmiennym (22. miejsce). 
Zdobył brązowy medal na igrzyskach olimpijskich w Rio de Janeiro w konkurencji 200 m stylem zmiennym (1:57,05). Na dystansie 400 m stylem zmiennym z czasem 4:14,46 min nie zakwalifikował się do finału i uplasował się na 10. miejscu.
W 2017 roku podczas mistrzostw świata w Budapeszcie wywalczył brąz na 200 m stylem zmiennym, uzyskawszy czas 1:56,28. Na dystansie dwukrotnie dłuższym zajął 19. miejsce (4:20,01).
Cztery lata później zwyciężył w konkurencji 200 m stylem zmiennym i czasem 1:55,00 ustanowił nowy rekord Azji.